# Fița Lovin
Fița Lovin (ur. 14 stycznia 1951 w Braniștei w okręgu Gałacz) – rumuńska lekkoatletka, specjalizująca się w biegach średniodystansowych, dwukrotna uczestniczka igrzysk olimpijskich w latach 1980 i 1984, brązowa medalistka olimpijska z 1984 r. z Los Angeles, w biegu na 800 metrów. Sukcesy odnosiła również w biegach przełajowych.

## Finały olimpijskie
- 1984  – Los Angeles, bieg na 800 metrów – brązowy medal
- 1984 – Los Angeles, bieg na 1500 metrów – 9. miejsce

## Inne osiągnięcia
- mistrzyni Rumunii w biegu na 800 m – 1981
- mistrzyni Rumunii w biegu na 1500 m – 1980, 1981
- mistrzyni Rumunii w biegach przełajowych (długi dystans) – 1974, 1975, 1980, 1981[1]
- 1979 – Meksyk, uniwersjada – brązowy medal w biegu na 800 m
- 1979 – Wiedeń, halowe mistrzostwa Europy – brązowy medal w biegu na 800 m
- 1982 – Rzym, mistrzostwa świata w biegach przełajowych – srebrny medal (indywidualnie)
- 1984 – Göteborg, halowe mistrzostwa Europy – złoty medal w biegu na 1500 m
- 1985 – Paryż, światowe igrzyska halowe – srebrny medal w biegu na 1500 m
- 1985 – Pireus, halowe mistrzostwa Europy – srebrny medal w biegu na 1500 m
- 1985 – Lizbona, mistrzostwa świata w biegach przełajowych – brązowy medal (drużynowo)

## Rekordy życiowe
- bieg na 800 metrów – 1:56,67 – Moskwa 12/06/1980
- bieg na 1500 metrów – 4:00,12 – 1983
- bieg na 1500 metrów (hala) – 4:03,46 – Pireus 03/03/1985
- bieg na milę – 4:21,40 – Bolonia 12/09/1981